# Komi (delrepublik)

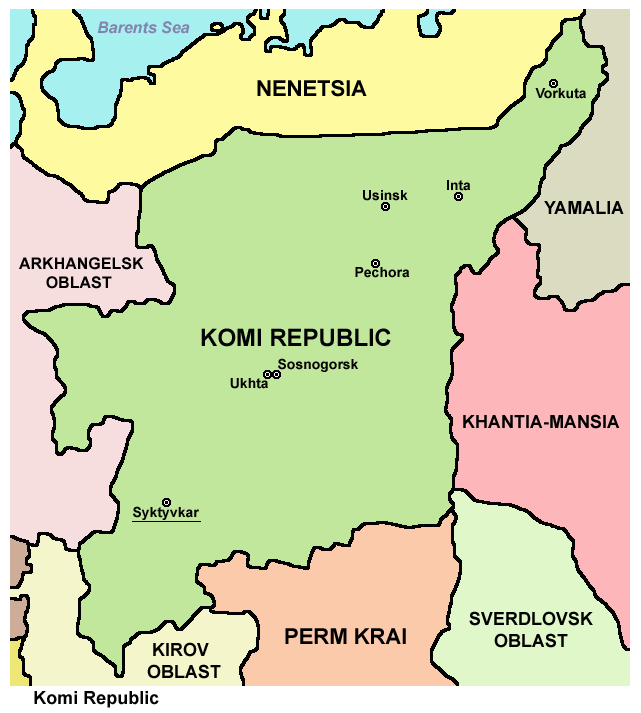
Karta över Komi.

Komi är en delrepublik i norra Ryssland, väster om Uralbergen och därmed i den europeiska delen av Ryssland. Folkmängden uppgår till cirka 900 000 invånare. Huvudstad är Syktyvkar, och andra stora städer är Uchta och Vorkuta. Republikens president heter Vladimir Torlopov. Komi är en av de tretton områdena i Barentsregionen. Republiken gränsar i nord mot Nentsien, i nordöst mot Jamalo-Nentsien, i öst mot Chantien-Mansien, i sydost mot Sverdlovsk oblast, i syd mot Perm kraj, i sydväst mot Kirov oblast och i väst mot Archangelsk oblast. Komis flagga består av tre ränder; färgerna uppifrån och ner är blå, grön och vit. I Komi finns ett av Unescos världsarv, en 32 800 km² stor urskog. Det är Rysslands första naturvärldsarv.
Departementet skapades den 22 augusti 1921.